# كويتشي موريتا
كويتشي موريتا (باليابانية: 森田公一؛ بالكانا: もりた こういち) هو موزع موسيقي وكاتب أغاني ومغني وملحن ياباني، ولد في 25 فبراير 1940 في روموي في اليابان.

## وصلات خارجية
- كويتشي موريتا على موقع ميوزك برينز (الإنجليزية)
- كويتشي موريتا على موقع أول ميوزيك (الإنجليزية)
- كويتشي موريتا على موقع ديسكوغز (الإنجليزية)